# Rednitzhembach
Rednitzhembach (fränkisch: Hembach) ist eine Gemeinde im mittelfränkischen Landkreis Roth.

## Geografie

### Lage
Die Gemeinde liegt 18 Kilometer südlich der Städteachse Nürnberg–Fürth, fünf Kilometer südöstlich von Schwabach und sechs Kilometer nördlich von Roth. Im Südosten liegt der Staatsforst Soos.

### Gemeindegliederung
Es gibt acht Gemeindeteile (in Klammern ist der Siedlungstyp angegeben):
- Igelsdorf (Dorf)
- Oberfichtenmühle (Weiler)
- Plöckendorf (Pfarrdorf)
- Rednitzhembach (Kirchdorf)
- Unterfichtenmühle (Einöde)
- Untermainbach (Dorf)
- Walpersdorf (Dorf)
- Weihersmühle (Einöde)

Die Einöde Steinbruch ist wüst gefallen.
Es gibt auf dem Gemeindegebiet die Gemarkungen Rednitzhembach und Walpersdorf. Die Gemarkung Rednitzhembach hat eine Fläche von 5,958 km². Sie ist in 2791 Flurstücke aufgeteilt, die eine durchschnittliche Fläche von 2134,63 m² haben. In ihr liegen neben dem namensgebenden Ort die Gemeindeteile Oberfichtenmühle, Plöckendorf und Unterfichtenmühle.

### Gewässer
Durch Rednitzhembach fließt die Rednitz, in die als rechter Zufluss der Hembach und von links der Mainbach münden. Weiterhin nimmt die Rednitz am nordöstlichen Rand des Gemeindeteiles Plöckendorf als Vorfluter die gereinigten Abwässer der Kläranlage Rednitzhembachs auf. Das Gemeindegebiet Rednitzhembachs wird östlich vom Main-Donau-Kanal, Kilometer 81 bis 83 West, begrenzt.

## Geschichte

### Erste Besiedelung
Um das Jahr 1000 v. Chr. gab es im heutigen Gemeindeteil Untermainbach eine urnenfelderzeitliche Siedlung. Das fand die Naturhistorische Gesellschaft Nürnberg bei Grabungen in den 1930er und 1970er Jahren heraus. Dabei wurden in Untermainbach drei sehr gut erhaltene Brillenspiralen und ein Bronzebeil gefunden.

### Neuzeit

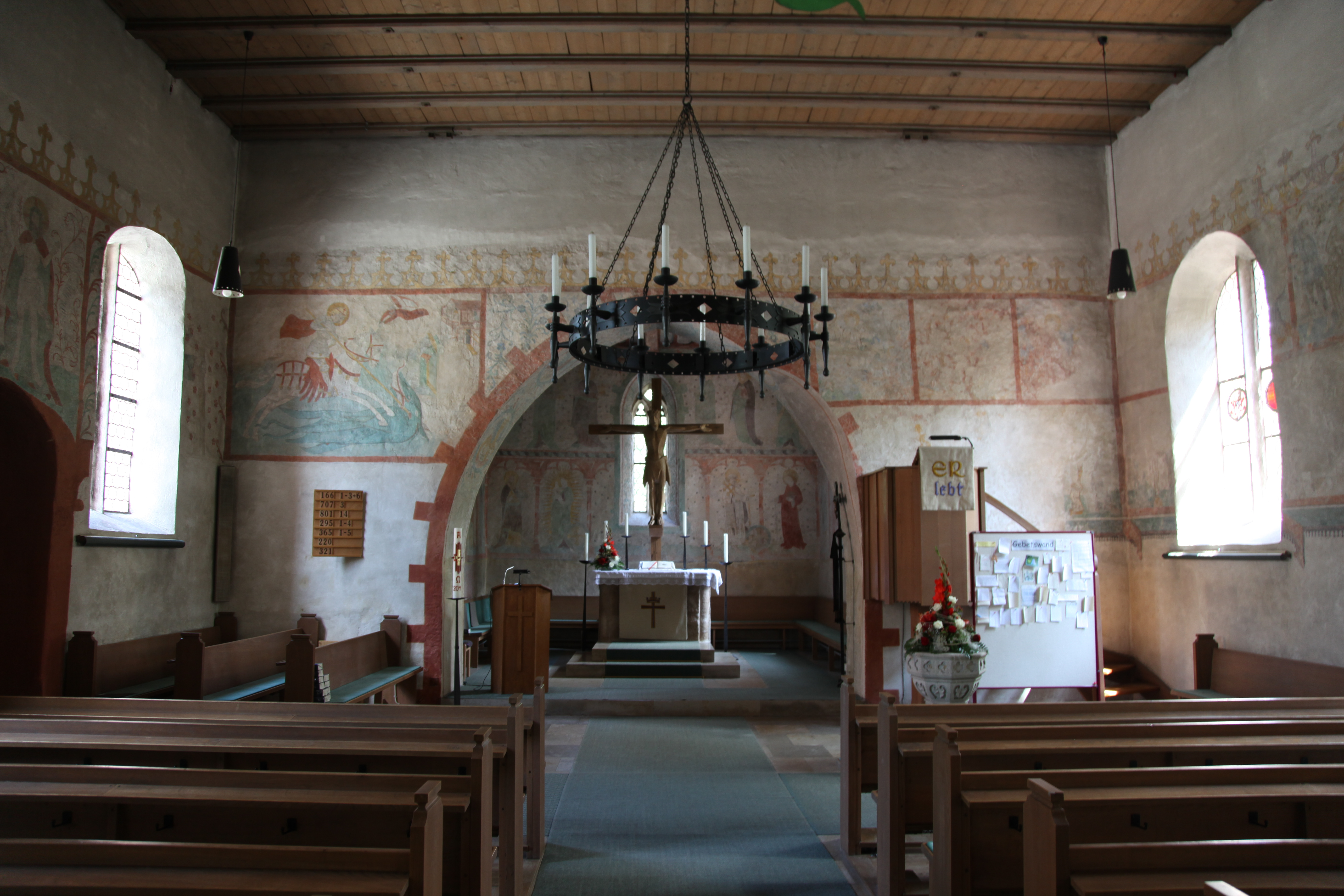
Kirche mit Wandmalereien

Der Ort wurde 1345 als „Retzenhennebach“ erstmals urkundlich erwähnt. Benannt wurde der Ort nach der Rednitz und dem Hembach.
Die Grundherrschaft gehörte 1450–1603 der Nürnberger Patrizierfamilie Zollner vom Brand, die das Herrenhaus erneuern ließ und vermutlich auf dem Grund des Herrensitzes die Kirche erbauen ließ, in der bedeutende spätmittelalterliche Wandmalereien aus der Zeit nach 1470 erhalten sind. Von 1603 bis 1811 gehörte der (nicht mehr erhaltene) Herrensitz den Behaim.
Gegen Ende des 18. Jahrhunderts gab es in Rednitzhembach 31 Anwesen, eine Pfarrkirche und ein Gemeindehirtenhaus. Das Hochgericht und die Dorf- und Gemeindeherrschaft übte das brandenburg-ansbachische Richteramt Schwand aus. Grundherren waren das Richteramt Schwand (1 Eineinhalbhof mit Tafernwirtschaft, 1 Ganzhof, 2 Tafernwirtschafts-Ganzhöfe, 2 Zweidrittelhöfe, 2 Halbhöfe, 1 Gut mit Schmiede, 5 Gütlein, 3 Zapfenwirtschafts-Leerhäuser, 8 Leerhäuser, 1 Haus, 1 Mahl- und Sägmühle) und der Nürnberger Eigenherr von Behaim (1 Halbhof mit Tafernwirtschaft, 1 Leerhaus, 1 halbes Leerhaus, 1 Haus). Es gab 29 Untertansfamilien, von denen 27 ansbachisch und 2 nürnbergisch waren.
Von 1797 bis 1808 unterstand Rednitzhembach dem Justiz- und Kammeramt Schwabach. 1806 kam der Ort an das Königreich Bayern.
Mit dem Gemeindeedikt wurde 1808 der Steuerdistrikt Rednitzhembach gebildet. Zu der I. Sektion gehörten Rednitzhembach, Oberfichtenmühle, Plöckendorf, Steinbruch und Unterfichtenmühle, zu der II. Sektion Igelsdorf, Untermainbach, Walpersdorf und Weihersmühle. 1818 entstand die Ruralgemeinde Rednitzhembach, die mit der I. Sektion deckungsgleich war. Sie war in Verwaltung und Gerichtsbarkeit dem Landgericht Schwabach zugeordnet und in der Finanzverwaltung dem Rentamt Schwabach (1919 in Finanzamt Schwabach umbenannt). Ab 1862 gehörte Rednitzhembach zum Bezirksamt Schwabach (1939 in Landkreis Schwabach umbenannt). Die Gerichtsbarkeit blieb beim Landgericht Schwabach (1879 in Amtsgericht Schwabach umbenannt). Die Gemeinde hatte 1964 eine Gebietsfläche von 5,962 km².

### Eingemeindungen
Am 1. Januar 1972 wurde im Zuge der Gebietsreform in Bayern die Gemeinde Walpersdorf eingegliedert.

### Einwohnerentwicklung
Gemeinde Rednitzhembach
| Jahr      | 1818   | 1840   | 1852   | 1861   | 1867   | 1871   | 1875   | 1880   | 1885   | 1890   | 1895   | 1900   | 1905   | 1910   | 1919   | 1925   | 1933   | 1939   | 1946   | 1950   | 1961   | 1970   | 1987   | 2007   | 2010   | 2015   | 2022   |
| Einwohner | 444    | 579    | 530    | 544    | 482    | 456    | 418    | 434    | 395    | 430    | 421    | 406    | 412    | 472    | 489    | 527    | 618    | 677    | 1142   | 1146   | 1681   | 1263   | 5447   | 6953   | 6908   | 6834   | 7077   |
| Häuser    | 55     | 57     |        |        |        | 71     |        |        | 70     | 73     |        | 72     |        |        |        | 92     |        |        |        | 302    | 390    |        | 1395   |        |        | 1997   | 2107   |
| Quelle    | [ 18 ] | [ 19 ] | [ 20 ] | [ 20 ] | [ 21 ] | [ 22 ] | [ 23 ] | [ 24 ] | [ 25 ] | [ 26 ] | [ 27 ] | [ 20 ] | [ 28 ] | [ 20 ] | [ 29 ] | [ 20 ] | [ 30 ] | [ 20 ] | [ 20 ] | [ 31 ] | [ 15 ] | [ 32 ] | [ 33 ] | [ 34 ] | [ 34 ] | [ 34 ] | [ 35 ] |

Ort Rednitzhembach
| Jahr      | 1818   | 1840   | 1861   | 1871   | 1885   | 1900   | 1925   | 1950   | 1961   | 1970   | 1987   | 2021   |
| Einwohner | 341    | 476    | 402    | 358    | 304    | 313    | 400    | 638    | 716    | 709    | 903    | 1517   |
| Häuser    | 39     | 41     |        |        | 53     | 53     | 67     | 94     | 132    |        | 250    |        |
| Quelle    | [ 18 ] | [ 19 ] | [ 21 ] | [ 23 ] | [ 26 ] | [ 28 ] | [ 30 ] | [ 31 ] | [ 15 ] | [ 32 ] | [ 33 ] | [ 36 ] |

## Politik

### Gemeinderat und Bürgermeister
Der Rednitzhembacher Gemeinderat hat 20 Sitze, über deren Verteilung bei den Kommunalwahlen entschieden wird. Die letzte Kommunalwahl fand am 15. März 2020 statt. Die Wahlbeteiligung lag bei 60,5 %.
- CSU: 7
- Grüne: 4
- SPD: 5
- NB/PW: 4

Erster Bürgermeister ist seit 1996 der parteilose Jürgen Spahl (2020 mit 87,6 % im Amt bestätigt), der die Gemeindefinanzen konsolidierte und die Gemeinde seit 2003 schuldenfrei stellte. Dieses Ziel wurde u. a. durch die Gründung der Gemeindewerke Rednitzhembach GmbH erreicht, die einen Teil der kommunalen Aufgaben (z. B. Wasserversorgung und Abwasserentsorgung, Friedhofswesen) übernahmen.

### Wappen und Flagge
Wappen
| Wappen von Rednitzhembach | Blasonierung: „Geteilt; oben in Schwarz ein wachsendes oberhalbes silbernes Mühlrad, unten gespalten von Silber und Rot mit aufgelegtem, blauen Wellenbalken“ |
| Wappen von Rednitzhembach | Wappenbegründung: Die Lage der Gemeinde an der Rednitz wird durch den Wellenbalken, die Bedeutung der Rednitzhembacher Mühlenbetriebe durch das stilisierte halbe Mühlrad dargestellt. Im Ort waren die Nürnberger Patrizier Zollner vom Brand und nachfolgend (ab 1603) die Behaim von Schwarzbach begütert, deren Wappen (Silber-Rot-Spaltung) darum in das Gemeindewappen übernommen wurde, welches durch die Farben Weiß-Schwarz auf die Beziehungen zu Brandenburg-Ansbach hinweist. („Unser Bayern“, Nr. 8/76) Die Gemeinde Rednitzhembach führt seit 1975 das Wappen. |

Flagge
Die Gemeindeflagge ist Weiß-blau-weiß.

### Partnergemeinden
- Bardolino (Norditalien)

## Kultur und Sehenswürdigkeiten

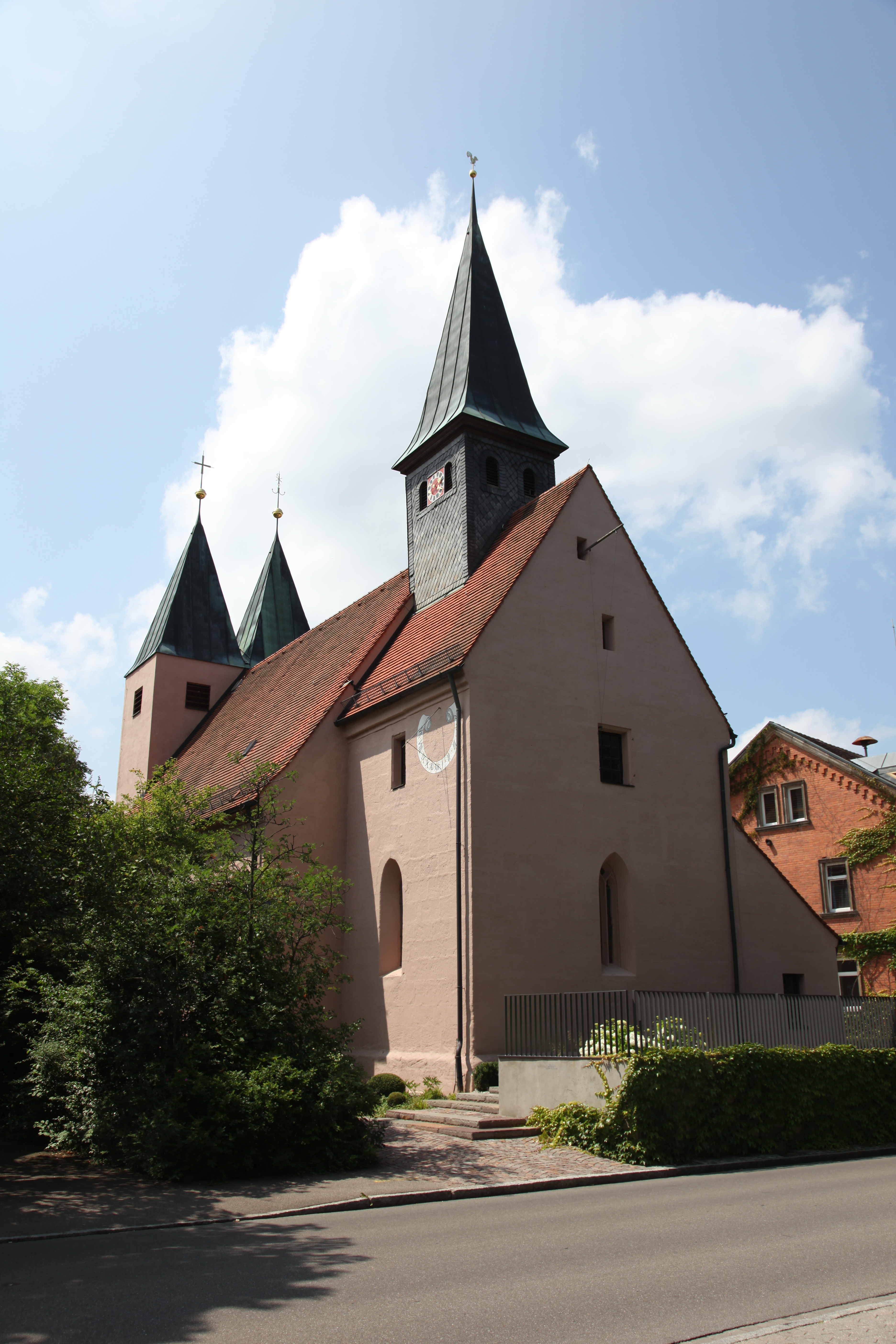
Evangelische Pfarrkirche

- evangelische Pfarrkirche mit spätgotischen Wandmalereien
- Theater Rednitzhembach[39]
- Rednitzhembacher Kunstweg mit über 50 Kunstobjekten
- Rathaus-Galerie und Foyer-Galerie: Im Rednitzhembacher Rathaus und im Foyer des Gemeindezentrums finden regelmäßig mehrwöchige Ausstellungen verschiedener Künstler und Kunstrichtungen statt.
- das Metzgerkreuz bei Rednitzhembach, ein Sühnekreuz südlich von Rednitzhembach
- das Hafnerkreuz in Rednitzhembach, das Replikat eines Steinkreuzes am nördlichen Ortsrand von Rednitzhembach
- über 30 Bau- und 15 Bodendenkmäler[40]

## Veranstaltungen
- Kirchweih am vierten Wochenende nach Pfingsten
- Fischerfest des Hembacher Fischereivereins e. V. (drittes Wochenende nach Pfingsten)
- Klassik-Open-Air am Kunstweg am ersten Samstag der Sommerferien
- Weinfest rund um das Gemeindezentrum mit der Partnergemeinde Bardolino und dem Rednitzhembacher Gewerbeverein, Anfang bis Mitte September
- Adventsmarkt rund um das Gemeindezentrum am Samstag vor dem Ersten Advent
- „Lichterschiffchenfahren“ der Freiwilligen Feuerwehr am Ersten Advent
- Lebendiger Adventskalender während der Adventszeit

## Wirtschaft und Infrastruktur

### Verkehr
Die Staatsstraße 2409 führt an Plöckendorf vorbei zur Anschlussstelle 56 der Bundesautobahn 6 (3,5 km nordwestlich) bzw. über Pfaffenhofen nach Roth (5,8 km südlich). Die Kreisstraße RH 1 führt zu einer Anschlussstelle der Bundesstraße 2 und darüber hinaus nach Schwand (3 km östlich).
Der S-Bahnhof (S 2) in Rednitzhembach liegt in der Nähe des Gemeindezentrums. Die Bahnstrecke ist dreigleisig, wobei nur ein Gleis für beide Richtungen der S-Bahn-Verbindung zwischen Roth, Nürnberg Hauptbahnhof, Hersbruck (links der Pegnitz) und Hartmannshof nutzbar ist. Buslinien verkehren nach Schwabach, Schwanstetten und Wendelstein, weiterhin ein Anrufsammeltaxi nach Schwabach.

### Medien
Die einzige regionale Tageszeitung in Rednitzhembach ist das Schwabacher Tagblatt. Für den Bereich „Lokales“ ist die in Schwabach ansässige Redaktion zuständig. Der restliche und überwiegende Teil der Zeitung wird von den Nürnberger Nachrichten geliefert.
Monatlich erscheint das Rednitzhembacher Gemeindemagazin „bürgerbrief“. Das Heft (durchschnittlich 24 bis 28 Seiten) ist kostenlos, wird an jeden Haushalt der Gemeinde verteilt und enthält die aktuellen Informationen aus dem Rathaus, von den Rednitzhembacher Vereinen und der Wirtschaft.

### Bildung
In Rednitzhembach gibt es eine Grund- und Mittelschule mit angeschlossenem Hort und Mittagsbetreuung. Die Schule ist außerdem sowohl eine offene, als auch gebundene Ganztagesschule, verfügt über eine Praxisklasse und Übergangsklassen für Kinder von Migranten und Asylbewerbern.
Zur katholischen Kirchengemeinde gehört die von ehrenamtlichen Mitarbeitern betriebene katholische öffentliche Bücherei, die über ein breitgefächertes Angebot unterschiedlicher Medien verfügt.
Ferner gibt es in Rednitzhembach eine Außenstelle der Volkshochschule des Landkreises Roth, die zahlreiche Kurse und Veranstaltungen anbietet.

### Kindertagesstätten
Rednitzhembach hat drei Kindertagesstätten – zwei konfessionelle (Trägerschaft evangelische bzw. katholische Kirchengemeinde) und eine nicht konfessionelle (AWO-Trägerschaft), denen jeweils Krippengruppen angeschlossen sind.

## Vereine und Gewerbe

### Gewerbe
In Rednitzhembach gibt es zwei Gewerbegebiete:
- Gewerbegebiet Nord: Das Gewerbegebiet Nord ist vollständig genutzt
- Gewerbegebiet Süd: Das Gewerbegebiet Süd hat eine Gesamtfläche von über 250.000 m². Freie Flächen stehen noch zur Verfügung (Stand Februar 2024)[41]

### Vereine
Insgesamt gibt es in Rednitzhembach 55 Vereine (Stand Februar 2024).

## Ehrenbürger
- Johann Schrödel, von 1908 bis 1933 Bürgermeister von Rednitzhembach
- Pfarrer Johann Spies, von 1962 bis 1991 katholischer Pfarrer in Plöckendorf, heute Rednitzhembach; organisierte das katholische Leben in Rednitzhembach und schuf das Kirchenzentrum mit Kindergarten
- Elisabeth Slowenski, Gemeinderätin, Gründerin des Rednitzhembacher Theatervereins, Verfasserin von heimatgeschichtlichen Schriften und Prosa

### Monographien
- Gerhard Dittrich (Hrsg.): Rednitzhembach: ein Gemeindeentwicklungsprogramm. SIN-Städtebauinstitut-Forschungsgesellschaft mbH, Nürnberg 1973, DNB 760512043.
- Sibylla Hauser: Kriegsjahre in unserem Dorf (Rednitzhembach im Zweiten Weltkrieg, mit s/w Abbildungen), 1997.
- Martin Schieber (Hrsg.): Rednitzhembach: ein Streifzug durch die Jahrhunderte. Rednitzhembach 2002, DNB 966002024.
- Martin Schieber (Hrsg.): Rednitzhembach: ein Streifzug durch das Vereinsleben. Rednitzhembach 2004, DNB 972463534.

### Artikel
- Johann Kaspar Bundschuh: Rednitz. In: Geographisches Statistisch-Topographisches Lexikon von Franken. Band 4: Ni–R. Verlag der Stettinischen Buchhandlung, Ulm 1801, DNB 790364301, OCLC 833753101, Sp. 446 (Digitalisat).
- Johann Kaspar Bundschuh: Rednitzhembach. In: Geographisches Statistisch-Topographisches Lexikon von Franken. Band 6: V–Z. Verlag der Stettinischen Buchhandlung, Ulm 1804, DNB 790364328, OCLC 833753116, Sp. 869 (Digitalisat).
- Friedrich Eigler: Schwabach (= Historischer Atlas von Bayern, Teil Franken. I, 28). Michael Laßleben, Kallmünz 1990, ISBN 3-7696-9941-6, S. 415 f., 480 f.
- Karl Gröber, Felix Mader: Stadt und Landkreis Schwabach (= Die Kunstdenkmäler von Bayern. Mittelfranken 7). R. Oldenbourg, München 1939, S. 253–256.
- Georg Paul Hönn: Rednitz-Hembach. In: Lexicon Topographicum des Fränkischen Craises. Johann Georg Lochner, Frankfurt und Leipzig 1747, OCLC 257558613, S. 363 (Digitalisat).
- Wolf-Armin von Reitzenstein: Lexikon fränkischer Ortsnamen. Herkunft und Bedeutung. Oberfranken, Mittelfranken, Unterfranken. C. H. Beck, München 2009, ISBN 978-3-406-59131-0, S. 184.
- Willi Ulsamer (Hrsg.): 100 Jahre Landkreis Schwabach (1862–1962). Ein Heimatbuch. Schwabach 1964, DNB 984880232, OCLC 632541189, S. 438–444.
- Eberhard Wagner: Land- und Stadtkreis Schwabach (= Historisches Ortsnamenbuch von Bayern, Mittelfranken. Band 4). Kommission für Bayerische Landesgeschichte, München 1969, DNB 457000937, S. 30–31.